# John Cassavetes
John Nicholas Cassavetes (New York, 1929. december 9. – Los Angeles, 1989. február 3.) görög–amerikai színész, forgatókönyvíró és filmrendező. Innovatív kamerahasználatával, egyéni szemléletmódjával, az improvizáció bátor használatával a cinéma vérité amerikai megfelelőjét hozta létre. Ray Carney filmkritikus az „amerikai független film atyjának” nevezte.

## Munkássága
Cassavetes New Yorkban született görög emigráns szülők gyermekeként. Long Islanden nőtt fel, a Colgate University és a New York Academy of Dramatic Arts hallgatója volt, amelynek elvégzése után, 1950-ben színházi színészként helyezkedett el. 1953-tól kisebb filmszerepeket is kapott, az ötvenes években számos James Dean-szerű „ifjú bűnözőt” játszott. Az éppen a helyét kereső televízió is sok szereppel találta meg. A televíziós költségvetés, időbeosztás jelentette korlát nagyban befolyásolta későbbi filmkészítési stílusát.
Ebben az időben ismerte meg és vette feleségül Gena Rowlands ugyancsak fiatal színésznőt. Cassavetes 1956-tól New York-i alkotóműhelyekben tanított színészetet; egy itteni improvizációs gyakorlat inspirálta szerzőként és rendezőként is első filmjét, a New York árnyait (Shadows – 1960). A gyártáshoz szükséges összeget részint barátaitól, részint egy rádióműsor hallgatóitól kérte és kapta meg.
Cassavetesnek a New York árnyaihoz nem sikerült amerikai terjesztőt szereznie, ezért Európába vitte, ahol a Velencei Nemzetközi Filmfesztiválon elnyerte a Kritikusok díját. Az európai forgalmazók az Egyesült Államokban importként mutatták be a filmet, ami ott csekély nézőszámot ért el ugyan, de felkeltette a hollywoodi stúdiók érdeklődését. Cassavetes két filmet rendezett Hollywoodnak a hatvanas években – Too Late Blues és A Child Is Waiting – de ez a találkozás csalódást jelentett számára. A stúdiók folytonos beavatkozása, a művészi kontroll hiánya és munkájának állandó akadályozása elviselhetetlenné vált. Cassavetes ezt nem volt hajlandó még egyszer végigcsinálni.
A szükség hozta „stratégia” részeként filmszerepeket vállalt, s az így szerzett bevételeit saját rendezői céljainak megvalósítására fordította. Ezzel együtt színészként sem volt átlagos: a hatvanas évek olyan kasszasikereiben nyújtott kiváló alakításokat, mint A piszkos tizenkettő (The Dirty Dozen, 1967) – amelybeni játékáért Oscar-díjra jelölték – vagy a Roman Polański rendezte Rosemary gyermeke (Rosemary's Baby – 1968).
Következő önálló munkája az Arcok (Faces, 1968) volt, ami már későbbi témáit vetítette előre. Egy külvárosi pár felbomlóban levő házasságát bemutató filmben felesége, Gena Rowlands játszotta a főszerepet. Cassavetes kamerája könyörtelenül mutatja meg az egymástól egyre inkább eltávolodó házaspár és szeretőik kicsinyességét és érzelmi kapzsiságát, de közös történetük pátosza a film végére váratlanul méltóságteljes fordulatot vesz. Az Arcok szakmai és közönségsiker volt, két kategóriában is jelölték Oscar-díjra (legjobb férfi és női mellékszereplőkként).
Az Arcok után Cassavetes jobban koncentrálhatott a rendezésre. Ekkorra már elegendő ereje és befolyása volt ahhoz, hogy a stúdió-rendszerben dolgozva meg tudja őrizni a munkái fölötti teljes ellenőrzést. A Férjek (Husbands, 1970) című filmben Peter Falk és Ben Gazzara társaságában maga Cassavetes az egyik főszereplő – három, a házasság hétköznapi, piti gondjai elől menekülő férfit alakítanak. A hetvenes évek következő filmje a Minnie és Moskovitz (Minnie and Moskovitz, 1971), egy félrevezetett, a szerelmet kereső fiatal nő története. A főszerepben itt is Rowlands, egy kisebb szerepben Cassavetes anyja, Katherine is felbukkan.
Az Egy hatás alatt álló nőben (A Woman Under The Influence, 1974) Rowlands egy furcsa, hóbortos nőt alakít, amint kétségbeesve próbál a valóságban megkapaszkodni. A férjét Peter Falk játssza, ő az, aki megpróbálja megőrizni a normalitás látszatát, de végül meghozza a nehéz döntést, és feleségét egy pszichiátriai otthonra bízza. A karakterek apró rezdüléseit, az erkölcsi dilemmákat a szürke finom árnyalataival festi meg a rendező. A feleség viselkedése, bár zavarja és nyugtalanítja a környezetét, de nem feltétlenül mondható veszélyesnek vagy labilisnak. Rowlands teljes értékű alkotótárs: Mabel alakját gazdagon és energikusan formálja meg; alakításáért a Legjobb színésznő, míg Cassavetest a Legjobb rendező díjára jelölték.
Az Egy kínai bukméker meggyilkolása (The Killing of a Chinese Bookie, 1976) legalább annyira a férfi története, amennyire a korábbi film a nőről szólt. Ben Gazzara alakítja Cosmo Vitellit, egy kisebb sztriptízbár megszállott szerencsejátékos tulajdonosát, akit gengszterek – adóssága fejében – gyilkosságra kényszerítenek. Félelme és bizonytalansága miatt Vitelli becsap barátot és ellenséget egyaránt.
A Premier (Opening Night) a színészettel, és magával a színészmesterséggel foglalkozik. A főszereplő ismét Gena Rowlands, társai Cassavetes, Ben Gazzara és az utolsó filmszerepét játszó Joan Blondell. A film Myrtle Gordon idősödő színésznő belső válságát mutatja be. A magány, a felszínes, szeretetlen munkahelyi légkör, az öregedés, az ember helyett a „híres színész”-nek szóló gesztusok – majd egy rajongójának a szeme láttára lezajló halálos balesete vezetik végül az alkoholhoz, hallucinációkhoz. Végül a színpadon – privát életének tapasztalatait segítségül hívva – sikerül megszabadulnia a démonaitól. A kritikusok kiemelték, hogy Cassavetes szinte determinálva volt ennek a filmnek az elkészítésére, lévén, hogy igen mélyen érintve volt a témában. Laurence Gavron szerint Cassavetes éveken át dolgozott a forgatókönyvön, folyamatosan foglalkoztatta a téma. A film anyagilag kudarc lett, több mint másfél millió dollárt emésztett fel egy év alatt. Az első változat több mint öt óra hosszú volt, Amerikában csak a végső változat jelent meg.
Cassavetes tovább dolgozott a nyolcvanas években, de az alkohollal való problémái már éreztették hatásukat. A Gloria (1980) egy szokványosabb krimi Rowlands főszereplésével, a Szeretetáradatban (Love Streams, 1984) Cassavetes a frissen elvált nővéréből felé áradó szeretet és ragaszkodás súlya alatt nyögő idősödő nőcsábászt játssza. Utolsó munkáját, a Kis gubancot (Big Trouble, 1986) kényszer szülte: szívességből vette át a rendezést egy fiatalabb kollégájától. A film Cassavetes szavaival „kész tragédia”. Nagyon fájt neki a tudat, hogy betegsége miatt ez lesz a hattyúdala.
Cassavetes ellenállhatatlan, magával ragadó személyiség volt. A filmkészítésért élt, kollégáit és magát is ennek a folyamatnak áldozta fel. Az intenzív életnek megvolt az ára: hosszú évek alkoholizmusa következtében,  májzsugorodásban halt meg 1989-ben a 60. életévében.
Özvegye, Gena Rowlands később újra férjhez ment, utolsó szerepét a Six Dance Lessons in Six Weeks című filmben 2014-ben játszotta. Fia, Nick Cassavetes apja nyomdokain haladva színész és rendező, 1997-ben apja forgatókönyvéből készítette a Életem szerelme című filmet.

## Az improvizációról
Rowlands szerint Cassavetes filmjeiben gyakran félreértik az improvizáció szerepét. Bár Cassavetes nemcsak hagyta, de bátorította is színészeit a rögtönzésre, az viszont csak nagyon ritkán fordult elő, hogy teljes jelenetek improvizáció eredményeként születtek volna. A jellemző inkább az volt, hogy a színészek a próbákon a rendező vázlatai alapján kezdtek rögtönözni, Cassavetes aztán ezek alapján írta át az adott jelenetet.

## Rendezései
- Shadows (New York árnyai; 1959)
- Too late blues (Késői blues; 1961)
- A child is waiting (Gyermeki várakozás; 1963)
- Faces (Arcok; 1968)
- Husbands (Férjek; 1970)
- Minnie and Moskowitz (Minnie & Moskowitz; 1971)
- A Woman Under the Influence (Egy hatás alatt álló nő; 1974)
- The Killing of a Chinese Bookie (Egy kínai bukméker meggyilkolása; 1976)
- Opening Night (Premier; 1977)
- Gloria (1980)
- Love Streams (Szeretet-áradat; 1984)
- Big Trouble (Egy kis gubanc; 1986)

## Válogatott filmszerepei
- A bűn utcái (Crime in the Streets; rend.: Don Siegel, 1956)
- A város széle (Edge of the City; rend.: Martin Ritt, 1957)
- Gyilkosok (The Killers; rend.: Don Siegel, 1964)
- A piszkos tizenkettő (The Dirty Dozen; rend.: Robert Aldrich, 1967)
- Rosemary gyermeke (Rosemary’s Baby; rend.: Roman Polański, 1968)
- Férjek (Husbands; 1970)
- Minnie és Moskowitz (Minnie and Moskowitz; 1971)
- Mikey és Nicky (Mikey and Nicky; rend.: Elaine May, 1975)
- Premier (Opening Night; 1978)
- Őrjöngés (Fury; rend.: Brian De Palma, 1978)
- Magas rangú célpont (Brass Target); rend. John Hough, 1978)
- Vihar (The Tempest; rend.: Paul Mazursky, 1982)
- Szeretet-áradat (Love Streams; 1984)

## Szakirodalom
- John Cassavetes: A kamera mögött (in: Homoródy József – Körtvélyes Ágnes (szerk.): Új irányzatok a mai filmművészetben – cikkgyűjtemény II. kötet; kézirat, Filmművészeti Könyvtár 15. kötet; Magyar Filmtudományi Intézet és Filmarchívum, Bp., 1962. pp. 156–166.)
- Karcsai Kulcsár Istvánː John Cassavetes; NPI–Magyar Filmtudományi Intézet és Filmarchívum, Bp., 1982 (Filmbarátok kiskönyvtára)
- John Cassavetes; szerk. Bakonyi Vera, Zalán Vince, ford. Ádám Péter, Borka Csilla, Fáber András; Budapest Film, Bp., 1993
- Ray Carneyː John Cassavetes filmjei. A pragmatizmus, a modernizmus és a film; ford. Veress Angéla, fotó Sam Shaw, Larry Shaw; Osiris, Bp., 2001 (Osiris könyvtár. Film) ISBN 963-379-874-4
- Karcsai Kulcsár István (szerk.): Jupiterlámpák előtt – Interjúk, beszélgetések, vallomások a korszerű filmszínészi játékról (Népművelési Propaganda Iroda, Bp., 1981) – benne két John Cassavetes-írással
- Judy Anger: Peter Falk – a kételkedő hadnagy (B.U.S. Press, Bp., 2006) – Columbo figuráját John Cassavetes álmodta rá Peter Falk személyiségére
- Paul Schrader: A transzcendentális stílus a filmben: Ozu / Bresson / Dreyer. (Szerzőifilmes Könyvtár 2. kötet; Francia Új Hullám Kiadó, Bp., 2011)
- Pentelényi László (szerk.): Bolond Pierrot különös kalandja I. kötet: Töredékek Bikácsy Gergely (szubjektív) filmtörténetéből Robert Bressontól Jean-Luc Godard-ig (Szerzőifilmes Könyvtár 4. kötet, Francia Új Hullám Filmművészeti Szakkönyvtár és Könyvkiadó, Bp., 2017)

### Magyar nyelven
- Irodalomjegyzék és filmklub: „John Cassavetes, a túlélő”
- Cassavetes díszdoboz[halott link] (5 DVD, 2005, Cinetel)
- Cassavetes színháza 1., filmtekercs.hu
- Cassavetes színháza 2., filmtekercs.hu
- Rendező a fájától

### Angol nyelven
- The John Cassavetes Pages – Ray Carney gondozásában.